# Jehudith Hübner

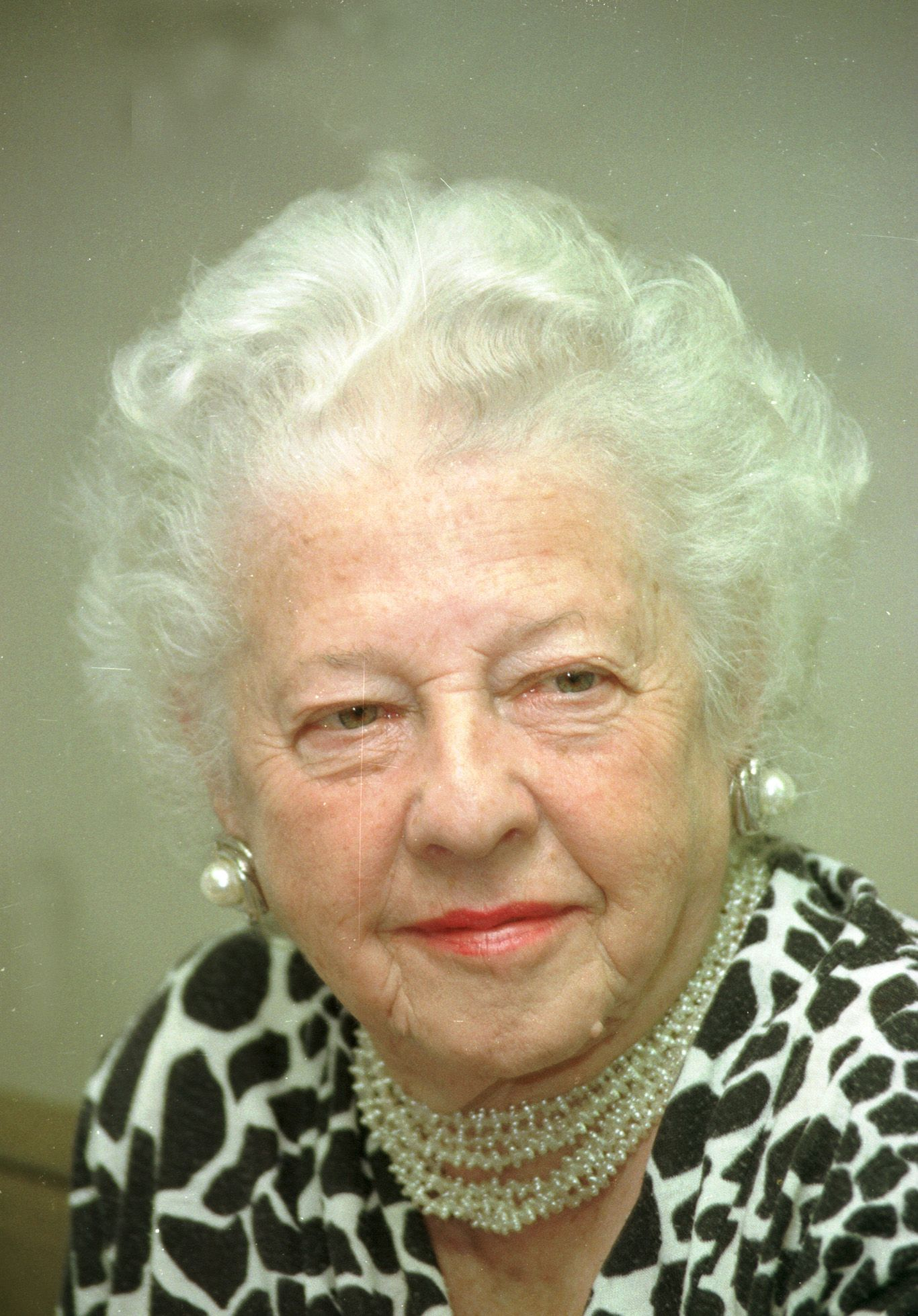
Jehudith Hübner, 1996

Jehudith Hübner geboren als Jessy Winkler, eigentlich Judith (hebräisch יהודית היבנר; 19. März 1921 in Wien – 30. Dezember 2023 in Jerusalem, Israel) war eine aus Österreich geflüchtete, israelische Beamtin, Diplomatin und Politikerin. Sie war Vizebürgermeisterin von Jerusalem und trat auch als Zeitzeugin auf.

## Leben
Ihre Eltern waren Phillip Winkler und Mirjam Mania. Sie hatte eine jüngere Schwester, Edith. Die beiden besuchten das Gymnasium, als 1938 der Anschluss Österreichs an das nationalsozialistische Deutschland erfolgte. Die Schwestern wurden der Schule verwiesen, die Familie musste in eine Sammelwohnung übersiedeln. Die Eltern versuchten zunächst die Flucht nach Venezuela zu organisieren, dann nach Shanghai, konnten aber nicht genügend Geld für die Tickets aufbringen. Auch der Kindertransport der beiden Schwestern nach England scheiterte.
Jessy Winkler war die einzige ihrer Familie, der die Flucht aus Österreich gelang, und die einzige, die überlebte. Sie bewarb sich um einen Studienplatz an der Hebräischen Universität in Jerusalem, um eines der begehrten Einwanderungszertifikate für Palästina zugeteilt zu bekommen. Als sie schließlich alle nötigen Dokumente und Genehmigungen eingeholt hatte, wurde sie am 11. November 1939 von Mutter und Schwester zum Bahnhof begleitet. Der Vater war zu diesem Zeitpunkt bereits verhaftet und deportiert. Trotz Ausbruch des Weltkriegs gelang ihr die Flucht. Ihre Familie wurde im Holocaust ermordet – der Vater Anfang 1940 im KZ Buchenwald, Mutter und Schwester im Mai 1942 im Vernichtungslager Kulmhof.
In Jerusalem studierte sie und heiratete den Wissenschaftler Izchak Hübner, der ebenfalls aus Wien stammte. Das Paar bekam eine Tochter. Jehudith Hübner trat in den Staatsdienst ein. 1948 war sie als Angestellte des Innenministeriums mitverantwortlich für die erste Volkszählung des jungen Staates Israel. Sie wurde 1967 zur stellvertretende Direktorin und Leiterin der Abteilung für Einwandererstatistik und Demographie ernannt. Von 1983 bis 1987 vertrat sie Israel als Botschafterin in Norwegen und Island. Sie war von 1990 bis 1996 Vorsitzende einer großen religiösen Frauenorganisation der Misrachi, der Emunah-Frauenbewegung. Parallel dazu war sie Stadträtin in Jerusalem und von 1996 bis 1998 Vizebürgermeisterin.
Sie starb im Alter von 102 Jahren in Jerusalem.

## Gedenken
2023 wurden im 4. Wiener Bezirk fünf Steine der Erinnerung verlegt, darunter auch einer, der an die Familie Winkler erinnert. Er befindet sich in der Rittergasse 6, vor dem damaligen Wohnhaus der Familie. Anlässlich der Verlegung sprach ihre Tochter, Mira Hübner-Harel.

## Buchpublikationen
2001 veröffentlichte sie ihre Autobiografie auf Hebräisch, herausgegeben von Michael Shashar. 2011 erschien auf Deutsch der Band Zwei Wege ein Ziel von Gerda Hoffer und Judith Hübner, eine Beschreibung zweier Frauenschicksale zwischen Wien und Jerusalem.